# Giai Mộc Tư
Giai Mộc Tư (佳木斯市) là một địa cấp thị tỉnh Hắc Long Giang, Cộng hòa Nhân dân Trung Hoa. Dân số là 555.000. Vụ nổ nhà máy hóa chất tại Cát Lâm vào ngày 13 tháng 11 năm 2005 làm cho benzen đổ ra sông gây ô nhiễm môi trường đã gây ảnh hưởng cho Giai Mộc Tư.

## Các đơn vị hành chính
Địa cấp thị Giai Mộc Tư quản lý các đơn vị cấp huyện sau:

### Các quận nội thành
Các quận sau:
- Tiền Tiến (前进区)
- Hướng Dương (向阳区)
- Đông Phong (东风区)
- Giao (郊区)

### Các đô thị ngang cấp huyện
- Thành phố cấp phó địa Phủ Viễn (抚远市)
- Thành phố cấp huyện Đồng Giang (同江市)
- Thành phố cấp huyện Phú Cẩm (富锦市)

### Các huyện
Các huyện:
- Hoa Xuyên (桦川县)
- Hoa Nam (桦南县)
- Thang Nguyên (汤原县)